# Specie di Palpimanidae
Di seguito vengono descritte tutte le 131 specie della famiglia di ragni Palpimanidae note al dicembre 2012.

## Anisaedus
Anisaedus Simon, 1893

Anisaedus levii,
1.pattern oculare; 2. prima zampa destra;
3. tarso e metatarso; 4. pedipalpo sinistro;
5. tibia e tarso; 6. epigino

- Anisaedus aethiopicus Tullgren, 1910 — Tanzania
- Anisaedus gaujoni Simon, 1893 — Ecuador, Perù
- Anisaedus levii Chickering, 1966 — Indie Occidentali, probabilmente Africa
- Anisaedus pellucidas Platnick, 1975 — Cile
- Anisaedus rufus (Tullgren, 1905) — Argentina
- Anisaedus stridulans González, 1956 — Perù

## Badia
Badia Roewer, 1961
- Badia rugosa Roewer, 1961 — Senegal

## Boagrius
Boagrius Simon, 1893
- Boagrius incisus Tullgren, 1910 — Tanzania
- Boagrius pumilus Simon, 1893 — Malaysia, Sumatra

## Chedima
Chedima Simon, 1873
- Chedima purpurea Simon, 1873 — Marocco

## Diaphorocellus
Diaphorocellus Simon, 1893
- Diaphorocellus albooculatus Lawrence, 1927 — Namibia
- Diaphorocellus biplagiatus Simon, 1893 — Africa meridionale
- Diaphorocellus helveolus (Simon, 1910) — Botswana
- Diaphorocellus rufus (Tullgren, 1910) — Tanzania

## Fernandezina
Fernandezina Birabén, 1951
- Fernandezina acuta Platnick, 1975 — Brasile
- Fernandezina dasilvai Platnick, Grismado & Ramírez, 1999 — Brasile
- Fernandezina divisa Platnick, 1975 — Brasile
- Fernandezina gyirongensis Hu & Li, 1987 — Cina
- Fernandezina ilheus Platnick, Grismado & Ramírez, 1999 — Brasile
- Fernandezina maldonado Platnick, Grismado & Ramírez, 1999 — Perù
- Fernandezina pelta Platnick, 1975 — Brasile
- Fernandezina pulchra Birabén, 1951 — Argentina
- Fernandezina saira Buckup & Ott, 2004 — Brasile
- Fernandezina takutu Grismado, 2002 — Guyana
- Fernandezina tijuca Ramírez & Grismado, 1996 — Brasile

## Hybosida
Hybosida Simon, 1898
- Hybosida dauban Platnick, 1979 — Isole Seychelles
- Hybosida lesserti Berland, 1919 — Africa orientale
- Hybosida lucida Simon, 1898 — Isole Seychelles
- Hybosida scabra Simon & Fage, 1922 — Africa orientale

## Ikuma
Ikuma Lawrence, 1938
- Ikuma spiculosa (Lawrence, 1927) — Namibia
- Ikuma squamata Lawrence, 1938 — Namibia

## Notiothops
Notiothops Platnick, Grismado & Ramírez, 1999
- Notiothops birabeni (Zapfe, 1961) — Cile
- Notiothops campana Platnick, Grismado & Ramírez, 1999 — Cile
- Notiothops cekalovici Platnick, Grismado & Ramírez, 1999 — Cile
- Notiothops huaquen Platnick, Grismado & Ramírez, 1999 — Cile
- Notiothops llolleo Platnick, Grismado & Ramírez, 1999 — Cile
- Notiothops maulensis (Platnick, 1985) — Cile
- Notiothops noxiosus Platnick, Grismado & Ramírez, 1999 — Cile
- Notiothops penai Platnick, Grismado & Ramírez, 1999 — Cile

## Otiothops
Otiothops MacLeay, 1839

Otiothops oblongus
(7 - pattern oculare maschile; 8 - pedipalpo maschile sinistro, visuale prolaterale; 9 - pedipalpo maschile sinistro, visuale retrolaterale; 10 - embolo (organo riproduttivo), vista ventrale; 11 - epigino, femmina, vista ventrale)
Otiothops walckenaeri
(12 - pedipalpo maschile sinistro, vista ventrale; 13 - artiglio destro della femmina)

- Otiothops amazonicus Simon, 1887 — Brasile
- Otiothops atlanticus Platnick, Grismado & Ramírez, 1999 — Brasile
- Otiothops baculus Platnick, 1975 — Brasile
- Otiothops birabeni Mello-Leitão, 1945 — Brasile, Argentina
- Otiothops brevis Simon, 1892 — Venezuela
- Otiothops calcaratus Mello-Leitão, 1927 — Colombia
- Otiothops clavus Platnick, 1975 — Brasile
- Otiothops contus Platnick, 1975 — Brasile
- Otiothops curua Brescovit, Bonaldo & Barreiros, 2007 — Brasile
- Otiothops dubius Mello-Leitão, 1927 — Brasile
- Otiothops facis Platnick, 1975 — Brasile
- Otiothops franzi Wunderlich, 1999 — Venezuela
- Otiothops fulvus (Mello-Leitão, 1932) — Brasile
- Otiothops germaini Simon, 1927 — Brasile
- Otiothops giralunas Grismado, 2002 — Guyana
- Otiothops goloboffi Grismado, 1996 — Argentina
- Otiothops gounellei Simon, 1887 — Brasile
- Otiothops helena Brescovit & Bonaldo, 1993 — Brasile
- Otiothops hoeferi Brescovit & Bonaldo, 1993 — Brasile
- Otiothops iguazu Grismado, 2008 — Argentina
- Otiothops inflatus Platnick, 1975 — Paraguay
- Otiothops intortus Platnick, 1975 — Trinidad
- Otiothops kochalkai Platnick, 1978 — Colombia
- Otiothops lajeado Buckup & Ott, 2004 — Brasile
- Otiothops loris Platnick, 1975 — Perù
- Otiothops luteus (Keyserling, 1891) — Brasile
- Otiothops macleayi Banks, 1929 — Panama
- Otiothops namratae Pillai, 2006 — India
- Otiothops oblongus Simon, 1891 — Isola Saint Vincent, Trinidad, Venezuela, Guyana, Brasile
- Otiothops payak Grismado & Ramírez, 2002 — Argentina
- Otiothops pentucus Chickering, 1967 — Isole Vergini
- Otiothops pilleus Platnick, 1975 — Brasile
- Otiothops platnicki Wunderlich, 1999 — Brasile
- Otiothops puraquequara Brescovit, Bonaldo & Barreiros, 2007 — Brasile
- Otiothops recurvus Platnick, 1976 — Brasile
- Otiothops setosus Mello-Leitão, 1927 — Brasile
- Otiothops typicus (Mello-Leitão, 1927) — Brasile
- Otiothops walckenaeri MacLeay, 1839 — Isole Bahama, Cuba
- Otiothops whitticki Mello-Leitão, 1940 — Guyana

## Palpimanus
Palpimanus Dufour, 1820
- Palpimanus aegyptiacus Kulczynski, 1909 — Egitto, Ciad, Tunisia, Algeria
- Palpimanus argentinus Mello-Leitão, 1927 — Argentina
- Palpimanus armatus Pocock, 1898 — Africa meridionale
- Palpimanus aureus Lawrence, 1927 — Namibia
- Palpimanus canariensis Kulczynski, 1909 — Isole Canarie
- Palpimanus capensis Simon, 1893 — Africa meridionale
- Palpimanus crudeni Lessert, 1936 — Mozambico
- Palpimanus cyprius Kulczynski, 1909 — Cipro, Siria, Israele
- Palpimanus gibbulus Dufour, 1820 — Mediterraneo, Asia centrale
- Palpimanus giltayi Lessert, 1936 — Mozambico
- Palpimanus globulifer Simon, 1893 — Africa meridionale
- Palpimanus hesperius Simon, 1907 — São Tomé
- Palpimanus leppanae Pocock, 1902 — Africa meridionale
- Palpimanus lualabanus Benoit, 1974 — Congo
- Palpimanus maroccanus Kulczynski, 1909 — Marocco, Algeria
- Palpimanus meruensis Tullgren, 1910 — Tanzania
- Palpimanus namaquensis Simon, 1910 — Africa meridionale
- Palpimanus nubilus Simon, 1910 — Africa meridionale
- Palpimanus orientalis Kulczynski, 1909 — Albania, Grecia
- Palpimanus paroculus Simon, 1910 — Africa meridionale
- Palpimanus potteri Lawrence, 1937 — Africa meridionale
- Palpimanus processiger Strand, 1913 — Congo
- Palpimanus pseudarmatus Lawrence, 1952 — Africa meridionale
- Palpimanus punctatus Kritscher, 1996 — Malta
- Palpimanus sanguineus Strand, 1907 — Africa meridionale
- Palpimanus schmitzi Kulczynski, 1909 — Siria, Israele
- Palpimanus simoni Kulczynski, 1909 — Siria, Libano, Israele
- Palpimanus sogdianus Charitonov, 1946 — Asia centrale
- Palpimanus stridulator Lawrence, 1962 — Namibia
- Palpimanus subarmatus Lawrence, 1947 — Africa meridionale
- Palpimanus transvaalicus Simon, 1893 — Africa meridionale
- Palpimanus tuberculatus Lawrence, 1952 — Africa meridionale
- Palpimanus uncatus Kulczynski, 1909 — Egitto, Turchia, Grecia
- Palpimanus vultuosus Simon, 1897 — India
- Palpimanus wagneri Charitonov, 1946 — Uzbekistan

## Sarascelis
Sarascelis Simon, 1887
- Sarascelis chaperi Simon, 1887 — Costa d'Avorio, Guinea-Bissau
- Sarascelis junquai Jézéquel, 1964 — Costa d'Avorio
- Sarascelis kilimandjari (Berland, 1920) — Tanzania
- Sarascelis lamtoensis Jézéquel, 1964 — Costa d'Avorio, Ghana
- Sarascelis luteipes Simon, 1887 — Congo, São Tomé
- Sarascelis raffrayi Simon, 1893 — India, Malaysia
- Sarascelis rebiereae Jézéquel, 1964 — Costa d'Avorio

## Scelidocteus
Scelidocteus Simon, 1907
- Scelidocteus baccatus Simon, 1907 — São Tomé
- Scelidocteus berlandi Lessert, 1930 — Congo
- Scelidocteus lamottei Jézéquel, 1964 — Costa d'Avorio
- Scelidocteus ochreatus Simon, 1907 — Guinea-Bissau
- Scelidocteus pachypus Simon, 1907 — Africa occidentale
- Scelidocteus schoutedeni Benoit, 1974 — Congo
- Scelidocteus vuattouxi Jézéquel, 1964 — Costa d'Avorio

## Scelidomachus
Scelidomachus Pocock, 1899
- Scelidomachus socotranus Pocock, 1899 — Socotra

## Steriphopus
Steriphopus Simon, 1887
- Steriphopus crassipalpis Thorell, 1895 — Myanmar
- Steriphopus lacertosus Simon, 1898 — Isole Seychelles
- Steriphopus macleayi (O. P.-Cambridge, 1873) — Sri Lanka